# مارك ليندساي تشابمان
مارك ليندساي تشابمان (بالإنجليزية: Mark Lindsay Chapman)‏ هو ممثل بريطاني، ولد في 8 سبتمبر 1954 بلندن في المملكة المتحدة.

## أعمال

### أفلام
- (1997) تيتانيك[4][5][6]
- (2007) الفصل 27

### مسلسلات
- جاغ
- جوال تكساس ووكر
- دالاس

## وصلات خارجية
- مارك ليندساي تشابمان على موقع IMDb (الإنجليزية)
- مارك ليندساي تشابمان على موقع ألو سيني (الفرنسية)
- مارك ليندساي تشابمان على موقع ميوزك برينز (الإنجليزية)
- مارك ليندساي تشابمان على موقع أول موفي (الإنجليزية)
- مارك ليندساي تشابمان على موقع قاعدة بيانات الأفلام السويدية (السويدية)
- مارك ليندساي تشابمان على موقع قاعدة بيانات الفيلم (الإنجليزية)
- مارك ليندساي تشابمان على موقع كينوبويسك (الروسية)